# Морж
 Тази статия е за морския бозайник.  За града в Швейцария вижте Морж (град).  
Мо̀ржовете (Odobenus rosmarus) са едри морски бозайници от групата на Перконогите, единствени представители на монотипичното семейство Моржови (Odobenidae).
Мъжките моржове са едни от най-едрите перконоги и съответно хищници. Достигат на дължина до 4 m и през зимата, когато подкожният им слой мазнини е най-дебел, могат да достигнат тегло от 1600 kg. Женските са по-дребни. И двата пола имат силно развити горни кучешки зъби – характерните моржови бивни от кост, по-твърда от слоновата. При мъжките екземпляри бивните могат да достигнат дължина до един метър и тегло 3 килограма.
Моржовете нямат външно ухо, очите им са малки, а муцуната – къса и широка, покрита с 13 – 14 реда осезателни косъмчета (вибриси). На сушата задните крака на моржа се подвиват напред и вземат участие в придвижването.
Кожата на моржа е дебела около 4 cm и има дълбоки напречни гънки. Дебел подкожен слой мазнини предпазва животното от студа на полярните води. Космената покривка на младите моржове е по-гъста и кестенявокафява на цвят, като с възрастта оредява и изсветлява.
Моржовете живеят на стада от 10 до 100 животни. Обитават бреговете на Северния ледовит океан, арктическите райони на Атлантика и Берингово море. Предпочитаното им местообитание са ледовете в плитки води на шелфа, където търсят основната си храна: дънни мекотели, червеи и ракообразни. В природата главният им неприятел е косатката: появата ѝ предизвиква паника в стадото моржове.

## Подвидове
- O. rosmarus rosmarus
- O. rosmarus divergens
- O. rosmarus laptevi